# Кричим (язовир)
Вижте пояснителната страница за други значения на Кричим.
„Кричим“ е язовир в южна България. Разположен е на река Въча, в землищата на град Кричим и селата Равногор и Жребичко, заемайки тясната долина на реката в продължение на около 4 километра. Част е от последното пето стъпало на Каскадата „Доспат-Въча“, собственост на Националната електрическа компания. Построен е през 1963 – 1972 година.

## Характеристики
Язовирната стена е бетонногравитачна с височина 104,5 m и дължина по короната 270 m. Преливникът е в централната и част и има 3 преливни полета по 10,5 m с общ капацитет 2060 m³/s и бързоток по въздушния откос на стената. Основният изпускател е с капацитет 68 m³/s и позволява пълното източване на язовира за 3,4 дни. Язовирното езеро е с площ 0,8 km² и общ завирен обем 20,3 милиона кубични метра.
Язовирът се захранва с водите на язовир „Въча“, преработени от ПАВЕЦ „Орфей“. Те постъпват в него по коритото на река Въча, което е частично коригирано с обратен наклон, така че ПАВЕЦ „Орфей“ да може да изпомпва част от водите на язовир „Кричим“. В язовира се влива и Събирателна деривация „Чуринска“, прехвърляща към него част от водите на Чуринска река. Водите от язовира се подават по две отделни трасета – към ВЕЦ „Кричим“, които се използват и за напояване, и към ВЕЦ „Въча 2“, които се използват и за водоснабдяване.

## Риболов
Известен е сред рибарите с наличието на балканска пъстърва, дъгова пъстърва, бяла риба, костур, речен кефал, сивен, скобар, слънчева риба, червеноперка, черна мряна, шаран и щука.

## Галерия
- Изглед надолу от язовирната стена
- Видео на околния изглед от язовирната стена
- ВЕЦ „Кричим“ на няколко километра под язовира
- ВЕЦ „Въча 1“ на няколко километра под язовира